# Zlatý pohár CONCACAF 1996
Zlatý pohár CONCACAF 1996 bylo 13. mistrovství pořádané fotbalovou asociací CONCACAF. Vítězem se stala Mexická fotbalová reprezentace, která tak obhájila titul z minulého ročníku.

## Kvalifikované týmy
Hlavní článek: Kvalifikace na Zlatý pohár CONCACAF 1996
Severoamerická zóna - kvalifikováni automaticky:
- USA (hostitel)
- Mexiko (hostitel)
- Kanada

Karibská zóna - kvalifikováni přes Karibský pohár 1995:
- 1. místo:  Trinidad a Tobago
- 2. místo:  Svatý Vincenc a Grenadiny

Středoamerická zóna - kvalifikováni přes Středoamerický pohár 1995:
- 1. místo:  Honduras
- 2. místo:  Guatemala
- 3. místo:  Salvador

Pozvaný tým
- Brazílie

## Základní skupiny
Do play off postoupili vítězové skupin a nejlepší tým ze druhých míst.

### Skupina A
| Tým                       | Z | V | R | P | VG | IG | +/- | B |
| ------------------------- | - | - | - | - | -- | -- | --- | - |
| Mexiko                    | 2 | 2 | 0 | 0 | 6  | 0  | +6  | 6 |
| Guatemala                 | 2 | 1 | 0 | 1 | 3  | 1  | +2  | 3 |
| Svatý Vincenc a Grenadiny | 2 | 0 | 0 | 2 | 0  | 8  | -8  | 0 |

| 10. ledna 1996                                   |        |                           |                                                                                             |
| Mexiko                                           | 5:0    | Svatý Vincenc a Grenadiny | Jack Murphy Stadium, San Diego diváci: 15 352 rozhodčí: Esfandiar Baharmast (United States) |
| L. García 29', 37' Peláez 70', 90' A. García 80' | Report |                           | Jack Murphy Stadium, San Diego diváci: 15 352 rozhodčí: Esfandiar Baharmast (United States) |

| 13. ledna 1996 |        |           |                                                                                       |
| Mexiko         | 1:0    | Guatemala | Jack Murphy Stadium, San Diego diváci: 32 571 rozhodčí: Ronald Gutiérrez (Costa Rica) |
| Rizo 89'       | Report |           | Jack Murphy Stadium, San Diego diváci: 32 571 rozhodčí: Ronald Gutiérrez (Costa Rica) |

| 15. ledna 1996            |        |                                   |                                                                                          |
| Svatý Vincenc a Grenadiny | 0:3    | Guatemala                         | Edison International Field, Anaheim diváci: 52 345 rozhodčí: Peter Prendergast (Jamaica) |
|                           | Report | Funes 28' Westphal 42' Machón 45' | Edison International Field, Anaheim diváci: 52 345 rozhodčí: Peter Prendergast (Jamaica) |

### Skupina B
| Tým      | Z | V | R | P | VG | IG | +/- | B |
| -------- | - | - | - | - | -- | -- | --- | - |
| Brazílie | 2 | 2 | 0 | 0 | 9  | 1  | +8  | 6 |
| Kanada   | 2 | 1 | 0 | 1 | 4  | 5  | -1  | 3 |
| Honduras | 2 | 0 | 0 | 2 | 1  | 8  | -7  | 0 |

| 9. ledna 1996                |        |            |                                                                                          |
| Kanada                       | 3:1    | Honduras   | Edison International Field, Anaheim diváci: 27 125 rozhodčí: Peter Prendergast (Jamaica) |
| Corazzin 9' Holness 27', 63' | Report | Carson 40' | Edison International Field, Anaheim diváci: 27 125 rozhodčí: Peter Prendergast (Jamaica) |

| 11. ledna 1996                                      |        |               |                                                                                                  |
| Brazílie                                            | 4:1    | Kanada        | Los Angeles Memorial Coliseum, Los Angeles diváci: 8 234 rozhodčí: Ronald Gutiérrez (Costa Rica) |
| André Luis 3' Caio 7' Sávio 14' Leandro Machado 86' | Report | Radzinski 66' | Los Angeles Memorial Coliseum, Los Angeles diváci: 8 234 rozhodčí: Ronald Gutiérrez (Costa Rica) |

| 13. ledna 1996                          |        |          |                                                                                                |
| Brazílie                                | 5:0    | Honduras | Los Angeles Memorial Coliseum, Los Angeles diváci: 20 708 rozhodčí: Armando Archundia (Mexico) |
| Caio 9', 81' Jamelli 31', 61' Sávio 80' | Report |          | Los Angeles Memorial Coliseum, Los Angeles diváci: 20 708 rozhodčí: Armando Archundia (Mexico) |

### Skupina C
| Tým               | Z | V | R | P | VG | IG | +/- | B |
| ----------------- | - | - | - | - | -- | -- | --- | - |
| USA               | 2 | 2 | 0 | 0 | 5  | 2  | +3  | 6 |
| Salvador          | 2 | 1 | 0 | 1 | 3  | 4  | -1  | 3 |
| Trinidad a Tobago | 2 | 0 | 0 | 2 | 4  | 6  | -2  | 0 |

| 9. ledna 1996     |        |                                        |                                                                                         |
| Trinidad a Tobago | 2:3    | Salvador                               | Edison International Field, Anaheim diváci: 27 125 rozhodčí: Armando Archundia (Mexico) |
| Latapy 59', 64'   | Report | Díaz Arce 34', 72' (pen.) Cerritos 50' | Edison International Field, Anaheim diváci: 27 125 rozhodčí: Armando Archundia (Mexico) |

| 12. ledna 1996             |        |                   |                                                                                          |
| USA                        | 3:2    | Trinidad a Tobago | Edison International Field, Anaheim diváci: 12 425 rozhodčí: Argelio Sabillon (Honduras) |
| Wynalda 15', 34' Moore 53' | Report | Dwarika 6', 43'   | Edison International Field, Anaheim diváci: 12 425 rozhodčí: Argelio Sabillon (Honduras) |

| 15. ledna 1996         |        |          |                                                                                                   |
| USA                    | 2:0    | Salvador | Edison International Field, Anaheim diváci: 52 345 rozhodčí: Ramesh Ramdhan (Trinidad and Tobago) |
| Wynalda 63' Balboa 75' | Report |          | Edison International Field, Anaheim diváci: 52 345 rozhodčí: Ramesh Ramdhan (Trinidad and Tobago) |

## Play off

### Semifinále
| 17. ledna 1996 |        |                  |                                                                                   |
| USA            | 0:1    | Brazílie         | Los Angeles Memorial Coliseum diváci: 20 708 rozhodčí: Armando Archundia (Mexico) |
|                | Report | Balboa 79' (vl.) | Los Angeles Memorial Coliseum diváci: 20 708 rozhodčí: Armando Archundia (Mexico) |

| 18. ledna 1996 |        |           |                                                                                             |
| Mexiko         | 1:0    | Guatemala | Jack Murphy Stadium, San Diego diváci: 42 221 rozhodčí: Esfandiar Baharmast (United States) |
| Blanco 64'     | Report |           | Jack Murphy Stadium, San Diego diváci: 42 221 rozhodčí: Esfandiar Baharmast (United States) |

### O 3. místo
| 20. ledna 1996                     |        |           |                                                                                         |
| USA                                | 3:0    | Guatemala | Los Angeles Memorial Coliseum, Los Angeles diváci: 88 125 rozhodčí: René Parra (Canada) |
| Wynalda 34' Agoos 37' Kirovski 87' | Report |           | Los Angeles Memorial Coliseum, Los Angeles diváci: 88 125 rozhodčí: René Parra (Canada) |

### Finále
| 20. ledna 1996 |        |                            | |
| Brazílie       | 0:2    | Mexiko                     | Los Angeles Memorial Coliseum, Los Angeles diváci: 88 155 rozhodčí: Ramesh Ramdhan (Trinidad and Tobago) |
|                | Report | Luis García 54' Blanco 75' | Los Angeles Memorial Coliseum, Los Angeles diváci: 88 155 rozhodčí: Ramesh Ramdhan (Trinidad and Tobago) |